# Ďáblice (zámek)
Zámek Ďáblice  je přirozenou dominantou starých Ďáblic. Zámecká kaple Nejsvětější Trojice a sv. Václava je skryta za fasádou uličního průčelí barokní budovy křižovnického zámku. Zámeček má dvě křídla a půdorys do písmene L.

## Historie zámku
V roce 1233 získal Ďáblické panství řád Křižovníků s červenou hvězdou od královny Konstancie Uherské. V roce 1254 bylo panství rozšířeno o Ládví. Křižovníci zde budovali duchovní a hlavně hospodářské zázemí. Panství bylo určeno hlavně k zásobování jejich pražského kláštera a špitálů. Až do konce 17. století fungoval duchovní život v kostele sv. Augustina a na konci 17. století kostel zanikl a po jeho zániku byl stavební materiál použit k přestavbě tvrze.
Od roku 1703 stála v Ďáblicích také kaple a sídlil zde řádový kněz. Nejpozději roku 1731 tvrz vyhořela a tak byla roku 1754 zahájena přestavba.

### Přestavba
O obnovu zámku se zasloužil hlavně tehdejší řádový administrátor Jan Nepomuk Střecha spolu se svou matkou Juditou. Přestavbu ukončili už roku 1755. Byla zbudována kaple s původním oltářem, řezbářskou výzdobou a freskami na klenbách z druhé poloviny 18. století. Ostatní prostory se nedochovaly. V témže roce vysvětil zámek s kaplí křižovnický velmistr Antonín Jakub Suchánek. Do makovice zvonice byl vložen mimo jiné vzácný kousek dřeva z vozu na němž bylo převezeno tělo sv. Václava ze Staré Boleslavi do Prahy. Barokní přestavbou vznikla dvoukřídlá patrová barokní zámecká stavba na půdorysu do L s nepravidelným bočním křídlem. Tento nedostatek se architekt snažil zakrýt přísně symetrickým uličním průčelím. Jeho sedmiosému rozvrhu se širokým vstupním rizalitem dominuje mohutná mansardová střecha s oktogonální zvoničkou. Zvonička je ukončena cibulovitou bání se zlaceným řádovým křížem s hvězdou. Rizalit je ukončen tympanonem se sochařskou výzdobou. Sochařská výzdoba velmi pravděpodobně pochází z dílny Ignáce Františka Platzera, někdy je však připisována F. Ublackerovi. Výzdoba rizalitu je tvořena dvěma po stranách stojícími anděly uctívajícími středovou sochu sv. Václava.

## Popis kaple
Zámecká kaple Nejsvětější Trojice a sv. Václava byla původně barokně symetrickým prostorem. Skládal se z čtvercového centrálního prostoru lodi. Na jedné straně k ní přiléhal úzký pás presbytáře. Na protilehlé straně pak úzký pás s kruchtou. Tyto původní části kaple jsou pokryty obrazy s náměty praotce Abraháma. Malba je připisována Janu Ezechielovi Vodňanskému. Na ploše klenebního pasu nad varhanní kruchtou byla namalována část legendy ze života sv. Václava, který zde vykupuje pohanské děti, nechává je pokřtít a poté je vyučuje. Oltářní plátno zobrazuje sv. Václava uctívajícího Nejsvětější Trojici. Je zavěšeno na čelní stěně za oltářem v rokokovém rámu. Obraz v náročně pojednaném rokovém rámu je nesený dvěma anděli. Oltářní plátno je dílem Ignáce Václava Raaba.

## 20. století
Ve 2. polovině 20. století některé drobnější prvky kaple zanikly. Relikviáře s drobnými obrazy sv. Heřmana a sv. Siarda, které byly umístěny ve štítu branek oltáře nebo dvě schrány na votivní dary v predelle hlavního oltáře.
Dochovaly se drobné plastiky evangelistů, umístěné původně na poprsnici hudební kruchty a soška Panny Marie s Ježíškem. Pod kruchtou je dodnes znát vestavěný výklenek, původně propojený přes kovanou mříž s profánními prostory zámku. Výklenek měl vlevo v iluzorní výmalbě provedený symetrický protějšek.
Lavice jsou dřevěné, barokní, pocházejí z doby kolem roku 1770, miska na svěcenou vodu ve tvaru mušle je zapuštěná do stěny do vchodu do kaple. Je vytesána z mramoru, těženého v křižovnických lomech ve Slivenci.
Kaple byla počátkem 20. století symetricky rozšířena, přičemž řada uměleckořemeslných předmětů vzala za své. I přesto působí interiér jednotným rokokovým dojmem. Bohatě zlacené plastiky s inkarnáty, mramorování oltáře, světlý lehký tón nástěnných maleb vytváří intimní duchovní prostor tohoto jedinečného barokního skvostu.
Objekt je veřejnosti přístupný v čase pravidelných bohoslužeb (neděle 10:30 hod.).